# پارک یئون می
پارک یئون می ( کره‌ای: 박연미  ; متولد ۴ اکتبر ۱۹۹۳) یک فراری از کره شمالی، یوتیوبر، نویسنده، و فعال محافظه‌کار آمریکایی اهل کره شمالی است که به عنوان "یکی از مشهورترین فراریان کره شمالی در جهان" توصیف شده است.  او در سال ۲۰۰۷ در سن ۱۳ سالگی از کره شمالی به چین گریخت و سپس به کره جنوبی و سپس به ایالات متحده مهاجرت کرد. پارک نخستین حضور رسانه ای خود را در سال ۲۰۱۱ در برنامه ای  شرکت کرد، جایی که به دلیل داستان هایی که از سبک زندگی ثروتمند خانواده اش داشت به او " پاریس هیلتون " لقب دادند.  او پس از سخنرانی خود در اجلاس جهانی در سال ۲۰۱۴ در دوبلین ایرلند مورد توجه قرار گرفت.  خاطرات پارک به منظور زندگی: سفر یک دختر کره شمالی به آزادی در سپتامبر ۲۰۱۵ منتشر شد و تا سال ۲۰۲۳ بیش از ۱۰۰۰۰۰ نسخه فروخته است.  در طول دهه ۲۰۲۰، او با سخنرانی‌ها، پادکست‌ها و انتشار دومین کتابش در سال ۲۰۲۳، در حالی که زمان باقی می‌ماند: جستجوی یک فراری از کره شمالی برای آزادی در آمریکا ، به صدای محافظه‌کاری آمریکایی تبدیل شد. 
صحت ادعاهای پارک در مورد زندگی در کره شمالی - که بسیاری از آنها با داستان های قبلی او یا مادرش و سایر فراریان از کره شمالی در تناقض هستند  - شک و تردیدهایی را برانگیخته است. پارک این تفاوت‌ها را به حافظه و مهارت‌های زبانی ناقص خود نسبت داد،  و یکی از نویسندگان زندگی‌نامه پارک، مریان وولرز ، اظهار داشت که پارک قربانی یک کمپین لکه‌دار کره شمالی بود، که جدول زمانی خاطرات آن بود. همانطور که در بین بازماندگان تروما رایج است، ناسازگار است.  مقاله ای در سال ۲۰۱۴ در مجله دیپلمات توسط مری آن جولی، تناقضات متعددی را در خاطرات و توصیفات پارک از زندگی در کره مستند کرد،  و مقاله ای در ژوئیه ۲۰۲۳ واشنگتن پست بیان کرد که ادعاهای او در مورد کره شمالی مدت ها مورد تردید بوده است.  مفسران سیاسی، روزنامه‌نگاران و استادان مطالعات کره‌ای، گزارش‌های پارک از زندگی در کره شمالی را به دلیل داشتن ناهماهنگی‌های مختلف،    ادعاهای متناقض و اغراق‌ها مورد انتقاد قرار داده‌اند.    دیگر فراریان و محققان کره شمالی ابراز نگرانی کرده اند که تمایل "سلبریتی های فراری" به اغراق در مورد زندگی در کره شمالی باعث شک و تردید در داستان های آنها می شود    به گزارش واشنگتن پست "نگرانی های واقعی در مورد وضعیت وخیم حقوق بشر در آنجا را تحت الشعاع قرار می دهد." 
پارک کانال یوتیوب "صدای کره شمالی توسط یونمی پارک" را اداره می کند،  که تا جولای ۲۰۲۳ بیش از یک میلیون مشترک دارد.  دیدگاه های سیاسی او به عنوان " محافظه کار آمریکایی" توصیف شده است،  او مفاهیم صحت سیاسی و فرهنگ بیداری را در ایالات متحده مورد انتقاد قرار داده است،  تشابهاتی بین صحت سیاسی در ایالات متحده و کره شمالی ترسیم می کند.  

## اوایل زندگی

### کره شمالی (۲۰۰۷–۱۹۹۳)
پارک در ۴ اکتبر ۱۹۹۳ در هیسان، استان ریانگ‌گانگ، کره شمالی (جمهوری دموکراتیک خلق کره ) به دنیا آمد.  پدرش پارک جین سیک و مادرش بیون کیوم سوک بود. خواهر بزرگتر او، یئون می، در سال ۱۹۹۱ به دنیا آمد  دوران کودکی او در زمان قحطی کره شمالی بود. 
روزنامه‌نگاران بیان کرده‌اند که خاطرات پارک و توصیف‌های او از زندگی اولیه‌اش اغلب متناقض و در تضاد با خاطرات مادرش و همچنین توصیفات دیگر فراریان از زندگی در کره شمالی است و داستان او بسته به مخاطبان تغییر کرده است.   
پارک در انجمن آزادی اسلو زمانی که ۲۱ ساله بود اظهار داشت که با تماشای یک فیلم وارداتی غیرقانونی از فیلم تایتانیک در سال ۱۹۹۷، دیدگاه کودکی او نسبت به خانواده کیم تغییر کرد که باعث شد او در نوجوانی به "طبیعت ظالمانه" کره شمالی پی برد. پارک بیان می‌کند که این فیلم معنای واقعی عشق را به او آموخت و طعم آزادی را به او داد. 